# Еммер
Емме́р (рос. Эммер) — село у складі Комсомольського району Хабаровського краю, Росія. Входить до складу Селіхінського сільського поселення.
Стара назва — Евер.

## Населення
Населення — 5 осіб (2010; 20 у 2002).
Національний склад (станом на 2002 рік):
- росіяни — 95 %